# Convocation of Episcopal Churches in Europe

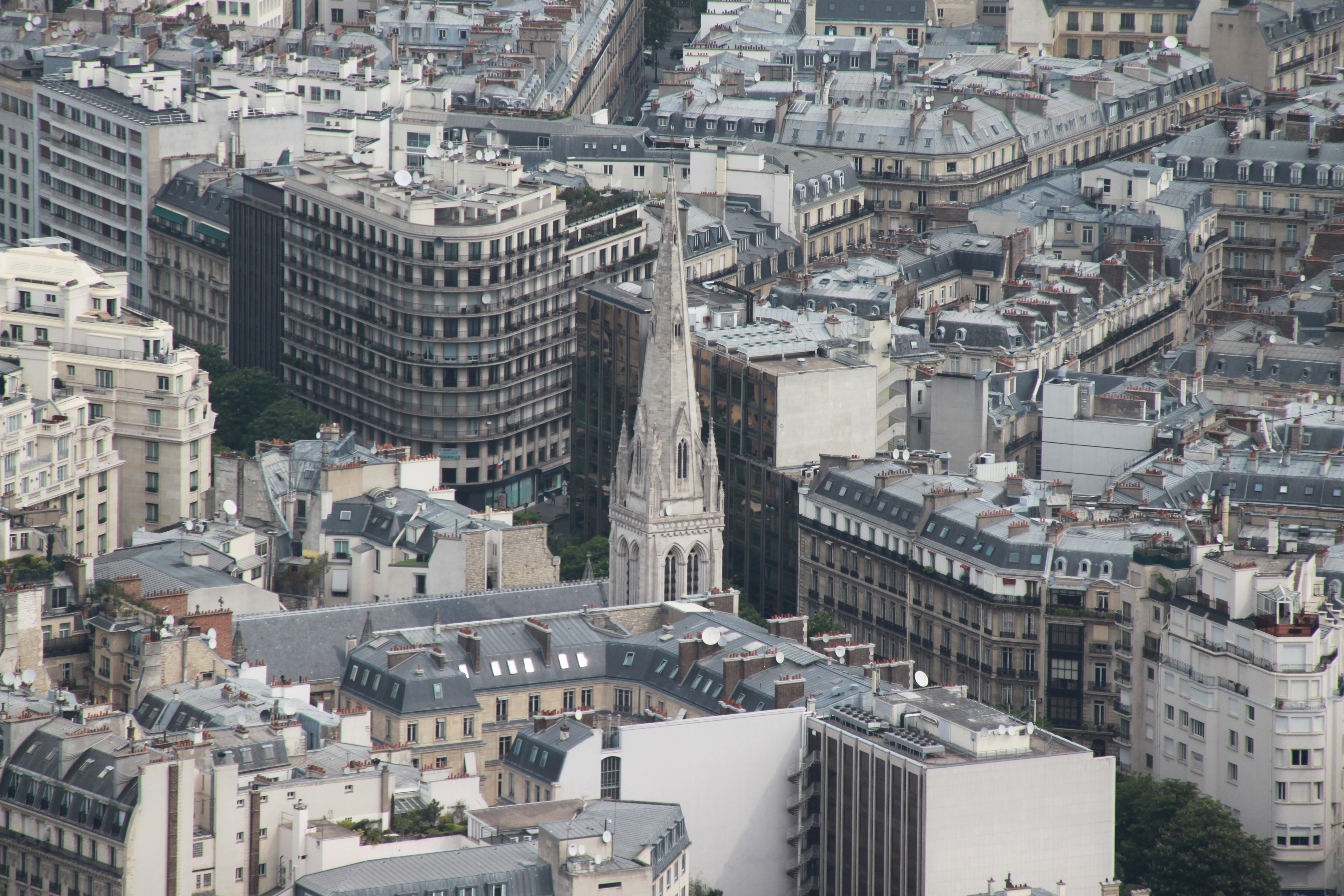
Amerikanische Kathedrale in Paris, Bischofskirche der Convocation of Episcopal Churches in Europe

Die Convocation of Episcopal Churches in Europe ist eine bistumsähnliche Einrichtung der Episcopal Church in the United States of America. Zu ihr gehören alle US-Episkopalkirchen im kontinentalen Europa. Bis 2009 hieß sie Convocation of American Churches in Europe. Sitz der Organisation ist Paris.
Der Presiding Bishop ist Oberhaupt der Convocation, seine Aufsicht wird jedoch an einen in Europa residierenden Suffraganbischof delegiert. Der derzeitige Inhaber dieses Amtes Mark David Wheeler Edington folgte 2019 auf seinen Vorgänger Pierre Whalon. Er ist der zweite Bischof der Convocation, der durch eine Convocation Convention gewählt wurde, bevor er dann durch den Presiding Bishop ernannt wurde.
Die Convocation pflegt mit den anderen Bistümern der Anglikanischen Gemeinschaft in Europa eine enge Zusammenarbeit:
- Diözese in Europa, Kirche von England
- Reformierte Episkopalkirche Spaniens
- Lusitanische Kirche von Portugal

Die fünf Bischöfe der vier Jurisdiktionen schlossen sich 1994 zum Kollegium der Anglikanischen Bischöfe in Kontinentaleuropa (COABICE) zusammen. Jeder wurde Weihbischof in einer der anderen Diözesen. Ebenso übt Edington das Amt eines Assistenzbischofs im Katholischen Bistum der Alt-Katholiken in Deutschland aus.

## Gemeinden, Missionen und Mitglieder
Es gibt (Stand: 2018) neun vollwertige Kirchengemeinden und einige weitere Missionen. Die Gemeinden befinden sich in fünf europäischen Ländern: Deutschland, der Schweiz, Belgien, Italien und Frankreich. Insgesamt gehören der Convocation 3.857 Mitglieder (Stand: 2010) an.

### Deutschland
1. St. Augustine’s of Canterbury, Wiesbaden
2. Christ the King, Frankfurt
3. Church of the Ascension, München

### Schweiz
1. Emmanuel, Genf

### Belgien
1. All Saints’, Waterloo

### Italien
1. St Paul’s Within the Walls, Rom
2. St James’, Florenz

### Frankreich
1. Cathédrale américaine de Paris, Paris
2. Christ Church, Clermont-Ferrand[3]